# Église Saint-Patrice de Rouen
Pour les articles homonymes, voir Église Saint-Patrice.
L'église Saint-Patrice est une église catholique située à Rouen, en France.

## Localisation
L'église Saint-Patrice est située en Normandie dans le département français de la Seine-Maritime, sur la commune de Rouen à l'angle de la rue Saint-Patrice et de la rue Abbé-Cochet.

## Historique

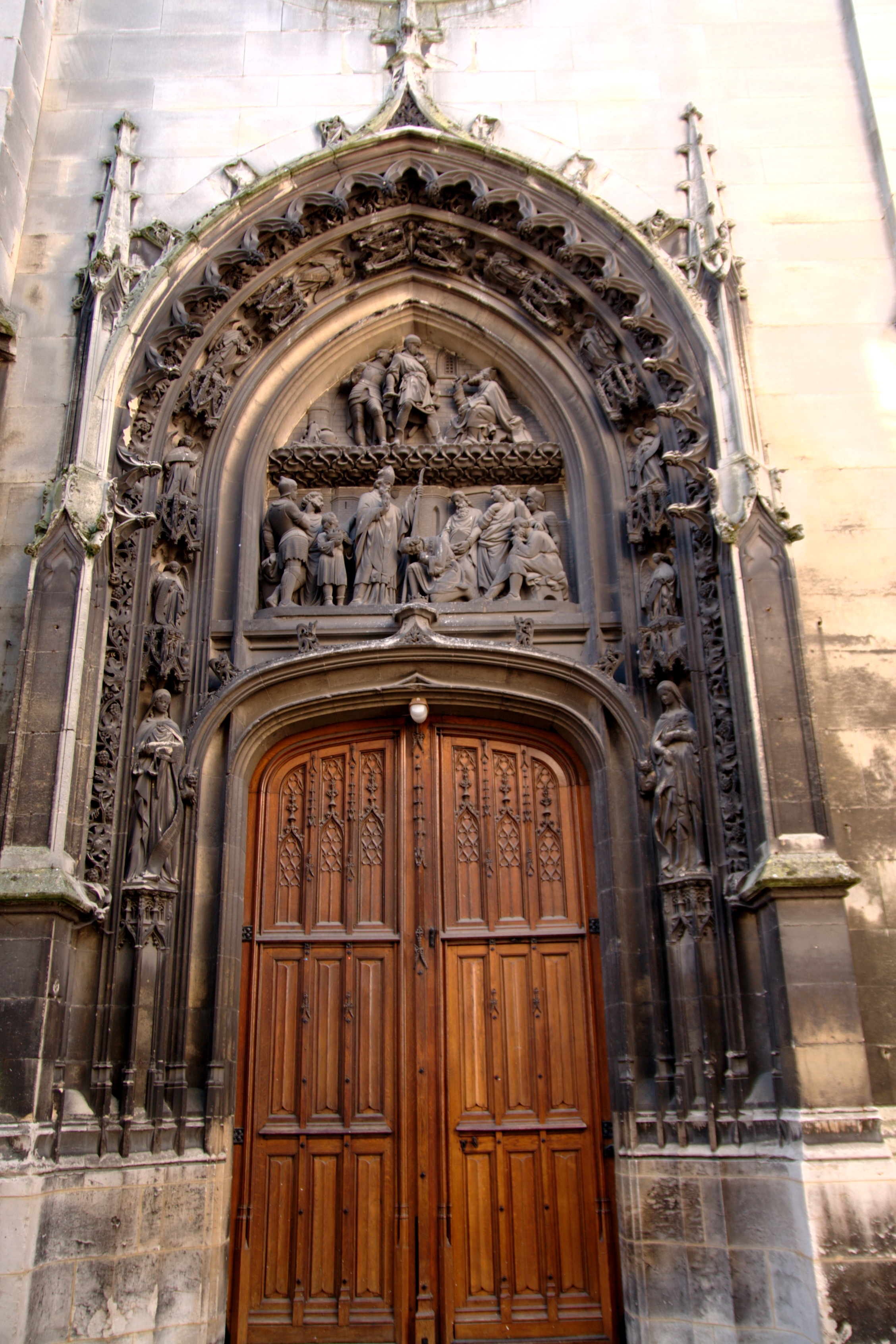
Portail de l'église.

Il s'agit d'une église à la fois gothique flamboyant et renaissance. Elle est notamment connue pour ses vitraux d'époque renaissance. Elle est dédiée à saint Patrick, saint patron de l'Irlande.
L'église est reconstruite au XVIe siècle à l'emplacement d'une église du XIIIe siècle en plusieurs campagnes.
La première campagne intervient entre 1540 et 1560. On construit le chœur avec son bas-côté nord doublé de la chapelle Saint-Fiacre (aujourd'hui chapelle de la Vierge), ainsi que le bas-côté nord de la nef. Les guerres de religion avec la crise économique qui s'ensuit arrêtent les travaux. Ils ne reprennent qu'en 1648, avec la construction de la chapelle de la Passion (aujourd'hui chapelle Saint-Joseph) au sud du chœur et le bas-côté sud de la nef. Ce n'est qu'au XIXe siècle que l'église est voûtée en pierre et que le portail est réalisé
L'église possède un ensemble de vitraux dont le plus ancien, la verrière des Saints et de la Vierge (baie 5), date du XVe siècle et a été fait pour l'église précédente et remonté dans l'église actuelle au moment de sa reconstruction. Les autres verrières du chœur, des chapelles et des bas-côtés datent des périodes de reconstruction de l'église - XVIe et XVIIe siècles. À la suite de bouleversements et échanges, des vitraux proviennent de l'église Saint-Godard de Rouen tandis que le vitrail du martyre de saint Eustache (commande de François de Marcillac et Pierre Rémond, premiers présidents au Parlement de Normandie en 1543) qui se trouvait à l'origine à Saint-Patrice est conservé au Detroit Institute of Arts (une copie de l'original est placée en baie 13).
L'église Saint-Patrice est classée au titre des monuments historiques en 1840.
Elle est desservie par l'Institut du Christ-Roi Souverain Prêtre qui y célèbre la liturgie en latin selon le rite de Saint Pie V.
En avril 2024, elle est fermée au public en raison de risques d'effondrement.